# Ballade zonder woorden
Ballade zonder woorden is een compositie van Kurt Atterberg. Het was een van zijn laatste werken voor orkest. De titel “ballade zonder woorden” moet gelezen worden als "Een lied zonder tekst". Het is dus zangerig geschreven en puur instrumentaal. Het geheel is verpakt in een sonatevorm. De eerste uitvoering werd gegeven door Sven-Åke Axelson en zijn Malmö Symfonie Orkest, op wiens verzoek het was geschreven.

## Orkestratie
- 3 dwarsfluiten (III ook piccolo), 2 hobo’s,  2 klarinetten, 2 fagotten
- 4 hoorns, 2 trompetten, 3 trombones, 1 tuba
- pauken, 1 man/vrouw percussie, 1 harp,
- violen, altviolen, celli, contrabassen

## Discografie
- Uitgave BIS Records: Jun’ichi Hirokami met het Norrköpings Symfoniorkester